# Aquilaria crassna
Aquilaria crassna е вид растение от семейство Тимелееви (Thymelaeaceae). Видът е критично застрашен от изчезване.

## Разпространение
Разпространен е в Камбоджа, Лаос, Тайланд и Виетнам.